# Anna Gore-Langton
Anna Eliza Mary Gore-Langton, née Temple-Nugent-Brydges-Chandos-Grenville (février 1820 - 3 février 1879) est une militante anglaise pour les droits des femmes.

## Biographie

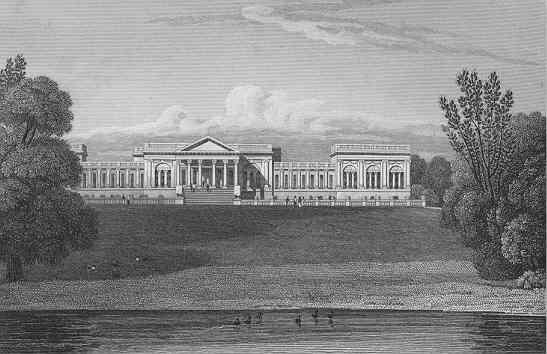
Stowe House (en 1829) sa maison ancestrale

Lady Anna Temple-Nugent-Brydges-Chandos-Grenville est née en février 1820, fille de Richard, 2e duc de Buckingham et Chandos (1797-1861) et de son épouse, Lady Mary Campbell, au siège ancestral de Stowe House. Son père gaspille un vaste héritage et est déclaré en faillite. Le contenu de Stowe House est vendu en 1848. Ses parents obtiennent le divorce par une loi du Parlement en 1850.
Elle se marie en 1846 et va vivre à Newton Park avec son mari, William Gore-Langton, qui est député.
Elle travaille pour la Women's Printing Society et est à l'avant-garde de l'amélioration de l'éducation des femmes. Elle siège au comité en 1871 qui veille à ce que les femmes puissent devenir médecins à Édimbourg.
En 1872, elle est élue présidente du comité de Bath de la National Society for Women's Suffrage. Elle a signé la pétition du Moulin pour le suffrage universel des femmes six ans auparavant. En juin 1877, elle et d'autres sont autorisées à adresser une pétition à Sir Stafford Northcote, le chancelier de l'Échiquier, concernant un projet de loi autorisant le vote des femmes. Le projet de loi est présenté par Jacob Bright, mais il est rejeté.
Elle est décédée à Londres le 3 février 1879.